# تهویه مرغداری

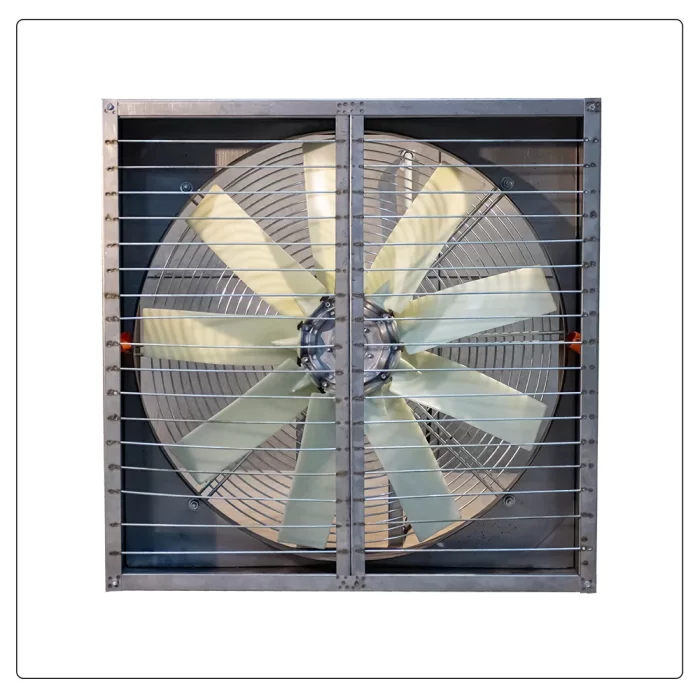
دستگاه تهویه مرغداری

تهویه مناسب در مرغداری یکی از عوامل حیاتی برای حفظ سلامت، تولید و رفاه پرندگان است. تهویه مناسب باعث می‌شود حرارت، رطوبت و گازهای مضر از محیط مرغداری خارج شوند و هوای تازه و اکسیژن کافی به داخل محیط وارد شود. این مقاله به اهمیت تهویه، انواع سیستم‌های تهویه و بهترین روش‌های اجرایی برای دستیابی به نتایج مطلوب می‌پردازد.

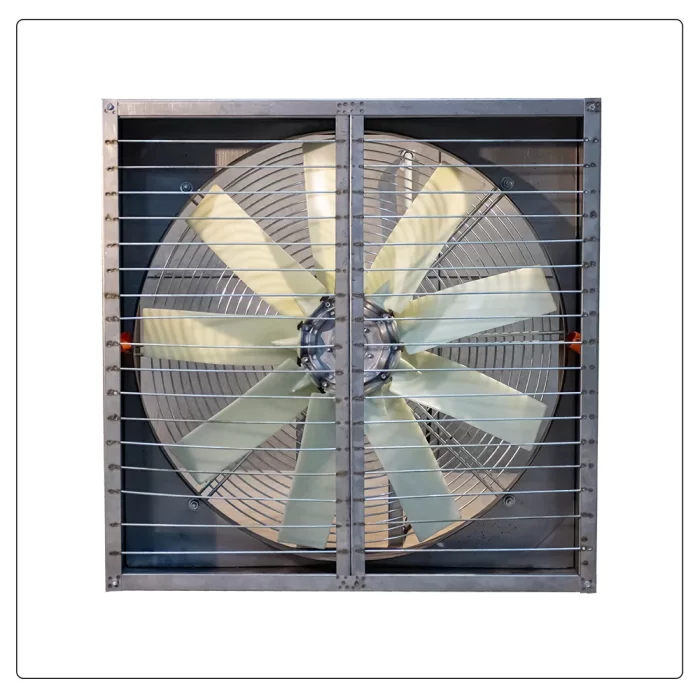
دستگاه تهویه مرغداری

## اهمیت تهویه
تهویه مناسب در مرغداری چندین نقش کلیدی ایفا می‌کند:
1. تنظیم دما: تهویه مناسب به حفظ دمای مطلوب کمک می‌کند و از تنش گرمایی در پرندگان جلوگیری می‌کند که می‌تواند منجر به کاهش تولید و مشکلات بهداشتی شود.
2. کنترل رطوبت: رطوبت بیش از حد می‌تواند باعث ایجاد بستر مرطوب و رشد عوامل بیماری‌زا شود. تهویه مناسب رطوبت محیط را کنترل کرده و شرایط زندگی خشک و سالمی را فراهم می‌کند.
3. حذف گازهای مضر: مرغداری‌ها گازهای مضری مانند آمونیاک و دی‌اکسید کربن تولید می‌کنند. سیستم‌های تهویه این گازها را حذف کرده و از مشکلات تنفسی و بهبود سلامت کلی پرندگان جلوگیری می‌کنند.
4. کیفیت هوا: تامین هوای تازه برای اکسیژن‌رسانی به پرندگان و حفظ کیفیت هوا ضروری است که برای فرآیندهای متابولیکی و رفاه عمومی پرندگان اهمیت دارد.

## انواع سیستم‌های تهویه
1. تهویه طبیعی: این سیستم به جریان طبیعی هوا از طریق پنجره‌ها، دریچه‌ها و بازشوها متکی است. این روش هزینه کمتری دارد ولی ممکن است نتایج یکنواختی نداشته باشد، به ویژه در شرایط آب و هوایی شدید.
2. تهویه مکانیکی: این سیستم از فن‌ها و کانال‌ها برای کنترل جریان هوا استفاده می‌کند. تهویه مکانیکی کنترل دقیق‌تری بر محیط فراهم می‌کند و برای واحدهای بزرگتر یا فشرده‌تر مناسب است. تهویه مکانیکی به دو نوع تقسیم می‌شود:
  - فشار مثبت: هوا به داخل ساختمان هدایت می‌شود و فشار مثبت ایجاد می‌کند که هوا را از طریق دریچه‌های خروجی خارج می‌کند.
  - فشار منفی: هوا از ساختمان خارج می‌شود و فشار منفی ایجاد می‌کند که هوا را از طریق ورودی‌ها به داخل می‌کشد.

## بهترین روش‌ها برای تهویه
1. نگهداری منظم: اطمینان حاصل کنید که تمامی تجهیزات تهویه به طور منظم بازرسی و نگهداری می‌شوند تا از خرابی‌ها جلوگیری شود.
2. نظارت بر شرایط: از حسگرها و سیستم‌های خودکار برای نظارت مستمر بر دما، رطوبت و سطوح گازها استفاده کنید و تنظیمات لازم را انجام دهید.
3. بهینه‌سازی محل‌های ورودی و خروجی هوا: محل قرارگیری مناسب ورودی‌ها و خروجی‌های هوا برای دستیابی به جریان یکنواخت هوا در سراسر محیط ضروری است.
4. تنظیمات فصلی: استراتژی‌های تهویه را بر اساس تغییرات فصلی تنظیم کنید تا شرایط محیطی یکنواختی حفظ شود.
5. مدیریت بستر: بستر را خشک و تمیز نگه دارید تا تلاش‌های سیستم تهویه برای حفظ محیط سالم را تکمیل کند.

تهویه مناسب برای موفقیت مرغداری‌ها ضروری است و بر سلامت پرندگان، تولید و کارایی کلی واحد تأثیر می‌گذارد. با پیاده‌سازی و نگهداری سیستم‌های تهویه موثر، مرغداران می‌توانند یک واحد سالم‌تر و پربارتر داشته باشند.